# Wiener Frauen Landesliga
Die Wiener Frauen Landesliga ist eine Fußball-Landesliga in Österreich (dritthöchste Spielklasse).

## Geschichte
Vorgeschichte
Die Damenliga Ost, die in der Saison 1979/80 im Raum Niederösterreich und Wien eingeführt wurde und später in 2. Division Ost bzw. 2. Frauenliga Ost umbenannt wurde, übernahm bis Mitte der 2000er Jahre die Funktion der Landesliga.
2007–2010 Wiener Frauen Landesliga (3. Spielklasse)
| Saison                                                        | Meister                  |
| Wiener Frauen Landesliga                                      | Wiener Frauen Landesliga |
| ------------------------------------------------------------- | ------------------------ |
| 2006/07                                                       | keine Information        |
| 2007/08                                                       | UFC Atzgersdorf/Mauer    |
| 2008/09                                                       | ASV 13                   |
| 1. Wiener Frauen Landesliga                                   |                          |
| 2009/10 K1                                                    | UFC Atzgersdorf/Mauer    |
| K1 Änderung des Meisterschaftsmodus und Umbenennung der Liga. |                          |

Vor 2007 nahmen die Wiener Vereine an der Frauenliga in Niederösterreich teil. Der Wiener Fußballverband organisiert ab der Saison 2007/08 mit neun Teilnehmern, UFC Atzgersdorf/Mauer, ASV 13, FC Hellas Kagran, 1. FC Paulaner Wieder, Nußdorfer ASC, FC Mariahilf, die zweite Mannschaft von DSV Wien 04, ESV Süd-Ost und FFC Favoriten, die Wiener Frauenliga. Die ersten Vereine, die sich in die Siegerliste eintragen konnten, waren UFC Atzgersdorf/Mauer und ASV 13.
Seit 2010 Wiener Frauen Landesliga (3. Spielklasse)
| Saison                                                        | Meister                                           |
| Wiener Frauen Landesliga                                      | Wiener Frauen Landesliga                          |
| ------------------------------------------------------------- | ------------------------------------------------- |
| 2010/11 K1                                                    | USC Landhaus III                                  |
| 2011/12                                                       | ESV Süd-Ost                                       |
| 2012/13                                                       | Wiener Sportklub                                  |
| 2013/14                                                       | Wiener Sportklub                                  |
| 2014/15                                                       | FC Altera Porta                                   |
| 2015/16                                                       | Wiener Sportklub                                  |
| 2016/17                                                       | Wiener Sportklub                                  |
| 2017/18                                                       | First Vienna FC Frauen                            |
| 2018/19                                                       | Wiener Sport-Club                                 |
| 2019/20                                                       | wegen COVID-19-Pandemie in Österreich abgebrochen |
| 2020/21                                                       | FK Austria Wien AKA                               |
| 2021/22                                                       | 1. Simmeringer SC                                 |
| 2022/23                                                       | FK Austria Wien III                               |
| 2023/24                                                       | FC Altera Porta                                   |
| 2024/25                                                       | SK Rapid                                          |
| K1 Änderung des Meisterschaftsmodus und Umbenennung der Liga. |                                                   |

In den 2010er Jahren nannten sich fünfmal der Wiener Sportklub, die dritte Mannschaft des USC Landhaus, ESV Süd-Ost, FC Altera Porta und der First Vienna FC je einmal Wiener Frauenmeister.
Ab 2020 holten sich die Akademie der FK Austria Wien und das dritte Frauenteam der FK Austria Wien und der FC Altera Porta den Titel.
2025 holte sich die neu gegründete Frauenabteilung des SK Rapid ohne Punkteverlust den Titel.

## Bezeichnung (Sponsor)
Die Wiener Frauen Landesliga hat zurzeit keinen Sponsor im Namen. Die Landesliga hat im Verlauf ihres Bestehens entweder Wiener Frauen Landesliga oder 1. Wiener Frauen Landesliga geheißen.

## Spielmodus
Die Liga umfasst eine variable Anzahl an Teams (9 in der Saison 2024/25), wobei jeder Verein gegen jeden je ein Heim- und ein Auswärtsspiel bestreitet. Der nach Saisonende Tabellenerste ist für die Relegationsspiele zum Aufstieg in die zweitklassige 2. Liga gegen die Meister aus den Landesligen Niederösterreich und Burgenland berechtigt.

## Teilnehmer
Folgende Vereine nehmen an der Saison 2024/25 teil:
| Dynama*Dynamo Donau FC FC Altera Porta FC Mariahilf PG USC Landhaus/ FAC Wien KM 1b-FR 1b SK Rapid | SU Schönbrunn SV Essling Wiener Sport-Club 1b Wiener Viktoria |

## Die Titelträger
Folgende Vereine wurden in Wien Meister:
5 Meistertiteln
Wiener Sport-Club inkl. Wiener Sportklub (2013, 2014, 2016, 2017, 2019)
2 Meistertiteln
FC Altera Porta (2015 2024)
FK Austria Wien (2021, 2023)
UFC Atzgersdorf/Mauer (2008, 2010)
1 Meistertitel
SK Rapid (2025)
1. Simmeringer SC (2022)
First Vienna FC Frauen (2018)
ESV Süd-Ost (2012)
USC Landhaus III (2011)
ASV 13 (2009)